# Melanotaenia splendida splendida
Melanotaenia splendida splendida is een ondersoort van de straalvinnige vissen uit de familie van de regenboogvissen (Melanotaeniidae). De wetenschappelijke naam van de soort is voor het eerst geldig gepubliceerd in 1866 door Peters.